# Loxophlebia albicincta
Loxophlebia albicincta är en fjärilsart som beskrevs av Paul Dognin 1907. Loxophlebia albicincta ingår i släktet Loxophlebia och familjen björnspinnare. Inga underarter finns listade i Catalogue of Life.